# Антикомутативност

## Дефиниција
За бинарни оператор {\displaystyle \otimes :K\times K\to K} се каже да је антикомутативан, уколико за свако {\displaystyle a,b\in K} задовољава:

{\displaystyle a\otimes b=-\left(b\otimes a\right)}

При чему оператор - означава инверз елемента скупа K пред којим се налази.